# ألكسندر نيل
ألكسندر سوذرلاند نيل (بالإنجليزية: A. S. Neill) 17 أكتوبر 1883 - 23 سبتمبر 1973. مدرِّس ومؤلف اسكتلندي معروف بمدرسته «سمرهيل» وفلسفاتها فيما يتعلق بالتحرر من قهر البالغين والحكم الذاتي المجتمعي. نشأ في إسكتلندا وكان طالبًا فقيرًا، لكنه أصبح مدرسًا في العديد من المدارس في أنحاء البلاد قبل أن يسجل بجامعة إدنبرة 1908-1912. شغل وظيفتين في الصحافة قبل الحرب العالمية الأولى، ودرّس في مدرسة قرية غريتنا غرين خلال العام الأول من الحرب. كتب في تلك الأثناء كتابه الأول «سجل معلم (1915)» كمذكرات لحياته بصفة رئيس المدرسين. انضم إلى طاقم عمل مدرسة في درسدن في عام 1921، وأسس سمرهيل عند عودته إلى إنجلترا في عام 1924. نالت سمرهيل صيتًا ذائعًا بين عشرينيات وثلاثينيات القرن العشرين ثم مجددًا في الستينيات والسبعينيات من نفس القرن، بسبب الاهتمام التقدمي والثقافة المناهضة. كتب نيل 20 كتابًا خلال حياته، وكان كتابه الأكثر مبيعًا هو «سمرهيل 1960»، الذي يتكون من مجموعة من أربعة كتب سابقة في مدرسته، قُرِأت بشكل شائع خلال حركة المدارس الحرة في ستينيات القرن العشرين وما بعدها.

## النشأة والمهنة
ولد ألكسندر سوذرلاند نيل في فورفار، إسكتلندا في 17 أكتوبر 1883 لجورج وماري نيل. كان ابنهما الرابع وأحد الأطفال الثمانية الناجين من أصل 13. وتربى في منزل كالفيني صارم على قيم الخوف والذنب والبالغين والسلطة الإلهية وكذّبها لاحقًا. حين كان طفلًا، كان مطيعًا وهادئًا وغير مهتم بالمدرسة. كان والده معلم القرية في كينجزموير، بالقرب من فورفار في شرق اسكتلندا، وعملت والدته معلمة قبل زواجها. شغل معلم القرية مكانة معتبرة وتلا الطبقات العليا كالأطباء ورجال الدين في الترتيب الهرمي. كما كان نموذجيًا في الطرق الأسكتلندية آنذاك ضبط المعلم الفصول الدراسية المزدحمة بالسوط كعقاب جسدي. خاف نيل من والده، على الرغم من أنه زعم في وقت لاحق أن مخيلة والده قدوة في التعليم الجيد. وفسر العلماء طفولته القاسية دافعًا لفلسفته اللاحقة، مع أن والده لم يكن يقسو عليه («آلي» كما كان يدعى نيل) أكثر من أي شخص آخر. أصرت والدة نيل على امتلاك عائلتها معاييرًا عالية، وطالبت بالتصرف لإبعاد الأسرة عن سكان المدينة.
غادر الأطفال المدرسة المحلية للذهاب لأكاديمية فورفار في سن الرابعة عشرة عادةً. وبما أن والده كان مدرسًا، كان من المتوقع أن يفعل نيل المثل. ولكن بدلًا من هدر الوقت والمال، ذهب نيل للعمل كموظف صغير في مصنع لعدادات الغاز في إدنبرة. شعر والداه بالشفقة عليه لكرهه الوظيفة والشوق للوطن وراتبه المتدني وأصبح نيل تاجرًا مبتدئًا في فورفار. وجد العمل سفيهًا وعاد إلى المنزل بعد التهاب في القدم. حاول نيل التقدم لاختبار قد يرفع درجة راتبه، لكنه لم يستطع أن يحمّل نفسه على الدراسة. قرر والداه في سن الخامسة عشر جعله مساعدًا لأبيه بصفة «معلم متدرب». أحب الأطفال نيل رغم أنه نال تقييماً سيئًا من مفتش المدرسة. ودرّس مجموعة أوسع من الموضوعات مع نمو ثقته بنفسه، وطور اهتمامًا في الرياضيات بفضل معلم الرياضيات في أكاديمية فورفار. حاول التسجيل في كلية تدريب المعلمين بعد أربع سنوات لكنه كان الأخير في صفه تقريبًا. فواصل كمدرس متدرب في بونيريغ وكينغسكيتل، حيث وجد إرشادات المعلمين متشددة وكريهة. بقي في كينغسكيتل لثلاث سنوات تعلم خلالها اليونانية من كاهن محلي فزادت هذه التجربة اهتمامه بالأكاديميّة وتلاشى اهتمامه بالكهنوت متحولًا إلى رغبة في الانضمام للجامعة. بعد الدراسة مع الكاهن وأستاذ الرياضيات في فورفار، اجتاز نيل امتحان القبول الجامعي وشهادة المعلم التحضيرية.
أصبح نيل مدرسًا مساعدًا في مدرسة نيوبورت العامة في نيوبورت أون تاي الغنية، حيث تعلم الرقص وتقدير الموسيقى والمسرح. وقع في الحب أيضاً، إذ أصبحت مارغريت هاجسًا له. تبنى التقنيات التقدمية في هذه المدرسة، وترك السوط للأشكال الأخرى من تأسيس الانضباط. كان نيل ودودًا ومريحًا مع تلاميذه، ووصف سنتيه هناك بأنها «أسعد سنوات حياته حتى الآن». ثم أنهى امتحانات القبول الجامعي وحصل على شهادة تدريس كاملة.
في عام 1908 وفي سن الخامسة والعشرين، التحق نيل بجامعة إدنبرة. بدأ كطالب في الزراعة، نزولًا عند رغبة والده بالحصول على وظيفة جيدة الأجر، لكنه تحول إلى الأدب الإنجليزي بحلول نهاية عامه الأول. أُقصِي نيل من الأحداث الثقافية بسبب افتقاره إلى التمويل، لكنه شارك في الرياضة وأبدى اهتمامًا بالجيش، وكتب لمجلة الجامعة بعنوان «الطالب» وجريدة «غلاسكو هيرالد». أصبح محرر مجلة «الطالب» خلال سنته الأخيرة، والتي فتحت لنيل أبواب عالم الثقافة. شعر أيضًا بثقة أكبر في ملاحقة النساء. انتقد نيل في افتتاحياته ضجر المحاضرات والتأكيد على الاختبارات بدلًا من التفكير النقدي. وبدأ يطور أفكاره حول عدم جدوى التعليم الإلزامي، وبديهية أن التعلم يأتي من اهتمام ذاتي. تخرج نيل في عام 1912 وبدأ في تحرير الموسوعات والكتب المرجعية المشابهة. شغل وظيفة جديدة كمحرر فني لمجلة «بيكادللي»، لكن أُوقفت عملياتها مع بدء عام 1914 من الحرب العالمية الأولى، والذي خدم فيه كضابط في الجيش. عاد إلى اسكتلندا وعمل كرئيس مدرسين في مدرسة غريتنا غرين خلال العام الأول من الحرب. نُشرت اليوميات التي كتبها ذلك العام ككتاب بعنوان «سجل معلم» في نوفمبر 1915 من قبل هربرت جنكينز، وتلقى مراجعات جيدة لأسلوبه الفكاهي والسردي.
دُعي نيل للانضمام إلى مدرسة تقدمية في درسدن في عام 1921. وانتقلت المدرسة إلى دير بالقرب من فيينا في عام 1923، ولكن لم يتلقَ سكان البلدة الخبر بشكل جيد. انتقل إلى إنجلترا في عام 1924 وبدأ بتأسيس سمرهيل في لايم ريجيس، إذ استنبط الاسم من العقار.

## مدرسة سمرهيل
نالت المدرسة بعض الشهرة وكان متوسط انضمام الطلبة 40 تلميذًا. في عام 1927 نُقلت إلى ليستون وبقيت هناك.
نسب نيل الفضل لبيئة سمرهيل بدلًا من نفسه في النجاحات الإصلاحية في المدرسة. اعتاد نيل أن يعرض العلاج النفسي التحليلي («دروس خصوصية» لأنه لم يكن معالجًا مرخصًا) على الأطفال الذين أتوا بصفة جانحين من مؤسسات أخرى، ولكنه وجد لاحقًا في الحب والتأييد والحرية علاجات أفضل.
شاع افتراض أن صفوف سمرهيل تعكس معتقدات نيل الناهضة للفاشية (الاستبداد)، على الرغم من أن صفوفهم كانت تقليدية في الممارسة. لم يُبدِ نيل اهتمامًا خارجيًا بأصول التربية والتعليم في الفصل، بل اهتم بشكل أساسي بسعادة الطلاب. ولم يعتبر جودة الدرس مهمة، وبالتالي لم تكن هناك أساليب مميزة للمدرسة. كتب ليونارد واكس أنه وعلى غرار هومر لين اعتقد نيل أن التدريس يجب أن يتبع اهتمامات الطلاب، وأن طريقة التدريس لا تهم كثيرًا بمجرد ظهور ميول الطالب. وفي مراجعة لدرس في الجبر درّسه نيل كما روى هيرب سيتزر في كتابه «العيش في سمرهيل»، وصف ريتشارد بيلي أسلوب تدريس نيل بأنه «مريع ببساطة» لافتقاره لمشاركة الطلاب والشروح غير الواضحة والإهانات الموجهة للطلاب. انتقد بيلي عدم تحميل نيل المسؤولية عن الأداء الأكاديمي لتلاميذه، ورأى أن التوجيه الساحر كان شكلًا من أشكال الإقناع الذي أضعف استقلالية الطفل. وصف رونالد سوارتز طريقة نيل بالسقراطية، واختلف معه بيلي بهذا الشأن.
لم يكن نيل متدينًا. وعلى الرغم من ذلك لاحظ بوضوح أن سمرهيل كانت المدرسة المسيحية الوحيدة في إنجلترا عندما قورنت فلسفتها بفلسفة المسيح. رأى نيل تعاليم «الخطيئة الأصلية» وسيلةً للسيطرة، وسعى إلى عالم يحكمه الحب والرقابة الذاتية. وعلى غرار فرويد، شعر أن الأطفال الذين حرموا من فهم الجنسانية في يفعهم تحولوا لبالغين خائفين بنفس القدر من جنسانيتهم الخاصة.

## كتابات
كتب نيل 20 كتابًا في حياته. وكان أسلوبه بسيطًا وودودًا، على عكس الأدب التعليمي في ذلك العصر. تناولت موضوعاته توازن السلطة وعلاقة الأفكار-المشاعر.ر

### سمرهيل
أطلق نشر كتاب سمرهيل في عام 1960 بنيل إلى الرأي العام. وصف ريتشارد بيلي نتيجته ك «مذهب أمريكي» لمدارس سمرهيل والمنظمات الداعمة لها. بِيع الكتاب بشكل جيد وجعل من نيل رمزًا للاهتمامات الجديدة في التعليم. أضاف بيلي أن رسالة الكتاب المتواضع كانت سهلة الإبلاغ على عكس ما اعتقد ديويان، وأن إصداره ألهم معاصري نيل الناقدين في مجال التعليم فيما يتعلق بحيوية أفكارهم.

## روابط خارجية
- ألكسندر نيل على موقع IMDb (الإنجليزية)
- ألكسندر نيل على موقع الموسوعة البريطانية (الإنجليزية)
- ألكسندر نيل على موقع مونزينجر (الألمانية)
- ألكسندر نيل على موقع ميوزك برينز (الإنجليزية)
- ألكسندر نيل على موقع كينوبويسك (الروسية)